# 孙承恩 (明朝)
孫承恩（1482年—1561年），字贞甫，号毅斋。直隶松江府华亭县（今上海市松江区）人。明朝政治人物，嘉靖年間，官至禮部尚書兼翰林院學士。

## 生平
延平府知府孙衍之子。弘治十七年（1504年）甲子科應天府乡试第七十三名举人，正德六年（1511年）辛未科二甲进士，改庶吉士，八年十月授编修。嘉靖元年（1522年）奉使安南，适值安南发生内乱，遇阻而返。丁父喪歸，服阕，五年五月復除原职。六年正月参与编纂《明伦大典》。擢左中允，充经筵讲官，十年七月主考南京應天府乡试。十一年六月以母阮太孺人老疾，乞归养。归踰年，太孺人卒，享年七十有七。服阕起復原职，十六年八月与翰林院侍读学士姚涞 主顺天府乡试，次月升翰林院侍读学士、掌南京翰林院印。十八年二月升少詹事、兼翰林院侍读学士，充经筵日讲官，十九年七月升礼部右侍郎，十月升本部左侍郎、兼詹事府少詹事、经筵日讲如故，二十三年十一月改任吏部左侍郎兼翰林院学士、掌詹事府事，二十四年充《大明会典》副总裁官，二十六年二月与吏部左侍郎张治主考丁未科礼部会试，二十七年二月升礼部尚书，兼掌詹事府。嘉靖二十八年（1549年）正月被劾致仕解职。次年七月，召还故任。嘉靖三十年十一月（1551年）因擒获叛乱边民哈舟儿之事，论功加太子少保。上疏请求明世宗为皇太子选择讲官读书，被搁置不理。嘉靖三十二年（1553年）二月明世宗迷恋斋醮，孙承恩因不愿戴黄冠（作道士装束）迎合，遂乞求致仕归鄉。嘉靖四十年（1561年）八月去世，年八十一。赠太子太保，谥文简。

## 軼事
孙承恩家旁边有一处道教庙宇，当他在朝为官时，有权势者为奉承他，想夺这块地为孙家产业，先向他探听口风。孙承恩笑着说：“孩童时拿着七尺竿，以蚯蚓为饵，偶尔钓到鱼，必定向天作揖感谢过神明才回去。如今富贵却想要谋夺（庙产），岂不为杨文懿公所笑！”

## 著作
著有《历代圣贤像赞》六卷。

## 家族
曾祖孫士達。祖父孫瓛，训导，贈郎中。父孫衍，延平府知府。嫡母姚氏，贈宜人；继母王氏，封宜人；生母阮氏。慈侍下。兄雍、睦、承直。其子孙克弘，一作克宏，以父荫为官。隆庆五年（1571年）任汉阳府知府时，因与徐阶是同乡，被捲入徐阶与高拱的政争而丢官。

## 外部連結
- 《江苏省通志稿·人物志》卷20